# Érico I da Noruega
Érico I ou Érico Machado Sangrento (em nórdico antigo Eiríkr blóðøx, em norueguês Eirik Blodøks), (c. 885 – 954) foi o segundo rei da Noruega. Reinou entre 930 e 934. Era filho do rei Haroldo I da Noruega, dito Haroldo Cabelo Belo.
Ao receber o poder de seu pai nas suas mãos, entrou em disputa com seus irmãos. Viria a decapitar quase todos os dezoito irmãos, excepto um, Haquino, que se refugiaria na Inglaterra. Foi apelidado em latim como fratris interfector, "assassino de irmãos". É perfeitamente concebível que o seu cognome, Machado Sangrento, advenha da sua propensão para o fratricídio ou por suas agressivas e violentas incursões Viquingues.
Em 920, levou a cabo uma expedição viquingue a Biármia, no norte da Rússia. Mais tarde, em 930, começou a sua conquista ao navegar pelo rio Duina, para dentro da Rússia. Aí saqueou um pequeno porto comercial. Mais ou menos nessa época, na Dinamarca, foi convidado pelo rei Gormo, o Velho para um banquete, no qual conheceu Gunilda, com quem se casou na noite seguinte. 
Gunilda ganhara a reputação de ser uma bruxa. Uma teoria, mais tarde desmentida por alguns historiadores, indicava que ela vivera numa cabana com dois feiticeiros finlandeses, tendo com eles aprendido a sua magia. Quando estes começaram a lutar por favores seus, manipulara Érico para os matar, casando com ele em seguida. Outras descrições associavam-na às mortes dos irmãos de Érico e de outros inimigos de seu marido, através de veneno e da criação de tempestades. De qualquer forma, onde quer que esteja a verdade, tudo indica que Érico achou ser útil a reputação tenebrosa de sua esposa.
Na Primavera seguinte, Érico derrotou as forças combinadas de seus irmãos e reconquistou o trono da Noruega.
Em 934, seu irmão mais novo, Haquino regressou da Inglaterra com o apoio da nobreza norueguesa para afastá-lo do trono. O reinado de Érico era duro e despótico, o que explica a vontade impiedosa que os nobres tinham nesta altura para depô-lo.
Após diversas campanhas mal sucedidas para reconquistar o trono, Érico mudou-se para as ilhas Órcades e, mais tarde, para o Reino de Iorque, a convite de viquingues locais. No início, foi acolhido calorosamente por Etelstano, que o fez governador da Nortúmbria, com um mandato para proteger as fronteiras dos escoceses e dos irlandeses. 
Como a Nortúmbria não era suficientemente rica para sustentar Érico e os seus seguidores, este saqueou com frequência outras regiões, nomeadamente na Escócia e nos mares da Irlanda.
Estes saques trouxeram-lhe fama e respeito, que o levaram a ser rei de Iorque entre 947 e 948 e entre 952 e 954. O seu governo, entretanto, cedo acabou por degenerar, ganhando a oposição de diversos reis vizinhos. Érico, afinal, veio a ser traído e expulso pelo povo, tendo sido morto em um combate em Stainmoor, em Westmorland, em 954.

## Poemas nórdicos antigos sobre Érico I
- Eiríksmál: significando "a obra de Érico", descreve a sua chegada heroica a Valhala, onde os deuses o terão recebido após a sua queda.
- Höfuðlausn: significando "a cabeça como resgate", foi composto por Egill Skallagrímsson (um guerreiro Viquingue, um dos grandes anti-heróis das sagas islandesas), ao encontrar-se com Érico, em Iorque, como alternativa a ser decapitado.
- Heimskringla: as sagas escritas pelo poeta e historiador islandês Snorri Sturluson.

## Curiosidades
- Existem dois tipos de moedas diferentes retratando Érico Machado Sangrento, correspondendo aos seus dois reinados em Iorque.